# Bundesstraße 5
Pour les articles homonymes, voir B5 et Route B5.
La Bundesstraße 5 (abrégé en B 5) est une Bundesstraße reliant la frontière danoise, près de Ellhöft, à la frontière polonaise, près de Francfort-sur-l'Oder, en passant par Hambourg et Berlin.

## Localités traversées
- Ellhöft
- Klixbüll
- Risum-Lindholm
- Bredstedt
- Husum
- Tönning
- Heide
- Itzehoe
- Hambourg
- Geesthacht
- Lauenburg/Elbe
- Horst
- Boizenburg
- Vellahn
- Pritzier
- Ludwigslust
- Grabow
- Karstädt
- Perleberg
- Kyritz
- Wusterhausen
- Bückwitz
- Friesack
- Nauen
- Berlin
- Vogelsdorf
- Rüdersdorf
- Müncheberg
- Francfort-sur-l'Oder